# Tjörnin
Tjörnin – niewielkie jezioro, właściwie staw miejski w centrum Reykjavíku.  
Jezioro często jest odwiedzane przez turystów z powodu usytuowania przy nim m.in. Ratuszu miejskiego, Galerii Narodowej, Fríkírkjan í Reykjavík, Teatru Iðno , Collegu , Szkoły Kobiet, Althingi i Uniwersytetu Islandzkiego.
Tjörnin to ponad czasowe miejsce, umiejscowione w centrum miasta, które jest przyjazne turystom jak i fanom dzikiej natury. Nad jeziorem można zaobserwować ponad czterdzieści gatunków ptaków, w tym islandzkie łabędzie. 